# 石崎千松
石崎 千松（いしざき せんまつ、1897年〈明治30年〉3月5日 - 1972年〈昭和47年〉6月12日）は、日本の政治家。衆議院議員（1期）。

## 経歴
福岡県企救郡、のちの門司市大里御所町（現北九州市門司区）で、石崎作蔵の息子として生まれた。1922年、早稲田大学商科卒。1930年アメリカアラバマ大学大学院経済学科卒、ノースウエスタン大学院政治家で学ぶ。その後は新聞記者となり、日本人会会長、同幹事、日本語学校校長となる。
1946年の第22回衆議院議員総選挙で福岡2区(大選挙区制)から無所属で立候補して当選。当選後は日本民主党準備会、新政会、国民党、国民協同党と変わった。この間、国民党渉外部長、国民協同党中央常任委員を歴任した。1947年の第23回衆議院議員総選挙において福岡2区から国民協同党公認で立候補して落選した。